# HMNZS Achilles (70)
HMNZS Achilles (70) là một tàu tuần dương hạng nhẹ thuộc lớp Leander đã phục vụ cùng Hải quân Hoàng gia New Zealand trong Chiến tranh Thế giới thứ hai. Nó trở nên nổi tiếng vì đã tham gia trận River Plate cùng với các chiếc HMS Ajax và HMS Exeter. Sau chiến tranh nó được bán cho Hải quân Ấn Độ và phục vụ dưới tên gọi INS Delhi cho đến khi ngừng hoat động và tháo dỡ vào năm 1978.

## Thiết kế và chế tạo
Achilles là chiếc thứ hai trong số năm chiếc thuộc loạt ban đầu của lớp Leander, được thiết kế như là sự tiếp nối hiệu quả cho lớp tàu tuần dương hạng nặng York. Được nâng cấp như lớp Leander cải tiến, nó có khả năng mang máy bay, trở thành chiếc tàu chiến đầu tiên mang theo kiểu máy bay Supermarine Walrus, cho dù cả hai chiếc Walrus đều bị mất trước chiến tranh.
Achilles thoạt tiên được chế tạo để phục vụ cùng Hải quân Hoàng gia Anh, được đặt lườn tại xưởng đóng tàu của hãng Cammell Laird ở Birkenhead vào ngày 11 tháng 6 năm 1931, được hạ thủy vào ngày 1 tháng 9 năm 1932 và đưa ra hoạt động dưới tên gọi HMS Achilles vào ngày 10 tháng 10 năm 1933. Nó phục vụ cùng với Phân hạm đội New Zealand của Hải quân Hoàng gia từ ngày 31 tháng 3 năm 1937 cho đến khi thành lập Hải quân Hoàng gia New Zealand, nó được cho chuyển sang vào tháng 9 năm 1941, và được đổi tên như là HMNZS Achilles. Thủy thủ đoàn của nó có khoảng 60% là người New Zealand.

## Lịch sử hoạt động
Lúc Chiến tranh Thế giới thứ hai bắt đầu nổ ra, Achilles bắt đầu tuần tra tại khu vực bờ biển phía Tây của Nam Mỹ truy lùng các tàu buôn Đức, nhưng vào ngày 22 tháng 10 năm 1939 nó đi đến khu vực quần đảo Falkland, nơi nó được bố trí vào Phân hạm đội Nam Mỹ dưới quyền Thiếu tướng Hải quân Henry Harwood và được phân về Lực lượng G cùng với Exeter và Cumberland.

### Trận River Plate

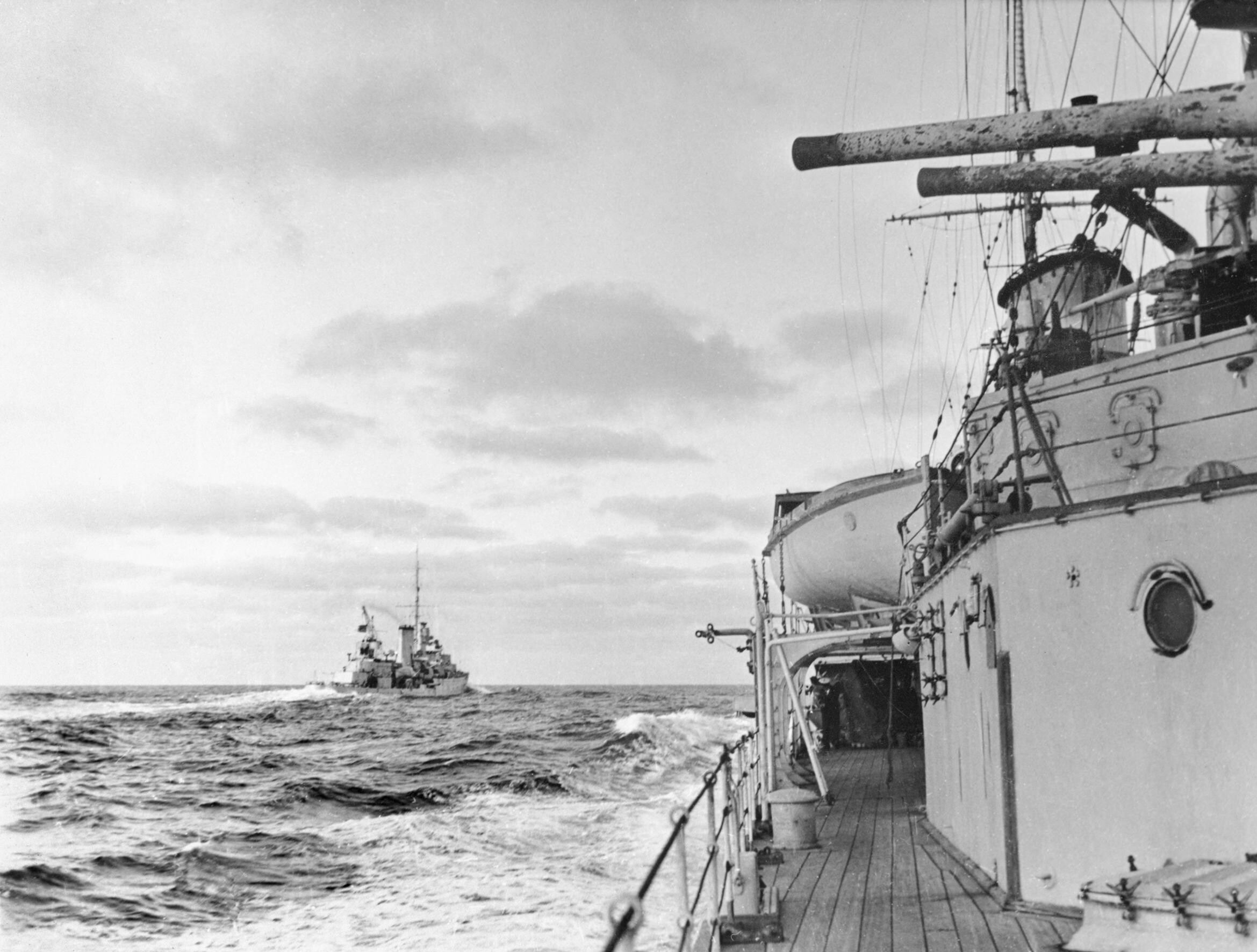
HMS Achilles nhìn từ chiếc HMS Ajax trong trận River Plate

Sáng sớm ngày 13 tháng 12 năm 1939, một lực lượng bao gồm Achilles, HMS Ajax và HMS Exeter phát hiện khói trên đường chân trời, và xác định được là một thiết giáp hạm bỏ túi Đức vào lúc 06 giờ 16 phút, thoạt tiên được cho là chiếc Admiral Scheer nhưng cuối cùng được xác định là Admiral Graf Spee. Một trận chiến ác liệt diễn ra sau đó, khi hai lực lượng cách nhau khoảng 20 kilômét (11 nmi). Achilles chịu đựng một số hư hại khi bốn thủy thủ thiệt mạng và Thuyền trưởng W. E. Parry bị thương. Trong cuộc đấu pháo, 36 người trên chiếc Graf Spee tử trận.
Khoảng cách giữa hai bên rút xuống còn khoảng 4 hải lý (7,4 km) lúc khoảng 07 giờ 15 phút, và Graf Spee rút lui khỏi trận chiến lúc vào khoảng 07 giờ 45 phút hướng đến cảng trung lập Montevideo, nơi nó vào cảng lúc 22 giờ 00 đêm hôm đó, trong khi bị Achilles và Ajax truy đuổi suốt ngày. Luật quốc tế buộc Graf Spee phải lên đường rời cảng trung lập trong vòng 72 giờ. Phải đối mặt với cái mà ông tin là sự áp đảo về lực lượng của đối phương, thuyền trưởng của Graf Spee, Hans Langsdorff, cho đánh đắm tàu của mình rồi tự sát, hơn là liều lĩnh với sinh mạng của thủy thủ đoàn dưới quyền.

### Mặt trận Thái Bình Dương
Sau trận chiến tại Đại Tây Dương, HMS Achilles quay trở về Auckland, New Zealand vào ngày 23 tháng 2 năm 1940, nơi nó trải qua một đợt tái trang bị cho đến tháng 6]] năm [[. Khi Nhật Bản tham chiến vào tháng 12 năm 1941, nó hộ tống các đoàn tàu vận tải chuyển binh lính, rồi sau đó gia nhập Hải đội ANZAC tại khu vực Tây Nam Thái Bình Dương. Trong khi hoạt động ngoài khơi bờ biển đảo New Georgia cùng với lực lượng Hải quân Mỹ, một quả bom đã gây hư hại cho tháp pháo X vào ngày 5 tháng 1 năm 1943. Từ tháng 4 năm 1943 đến tháng 5 năm 1944, Achilles vào ụ tàu tại Portsmouth, Anh Quốc để sửa chữa. Tháp pháo X bị hư hại của nó được thay thế bằng bốn khẩu hải pháo QF 2 pounder. Được cho quay trở lại lực lượng New Zealand, Achilles gia nhập Hạm đội Thái Bình Dương Anh Quốc vào tháng 5 năm 1945 cho những hoạt động sau cùng của cuộc Chiến tranh Thái Bình Dương.

### Phục vụ cùng Hải quân Ấn Độ
Sau chiến tranh, Achilles được hoàn trả cho Hải quân Hoàng gia tại Sheerness, Kent, vào ngày 17 tháng 9 năm 1946. Sau đó nó được bán cho Hải quân Ấn Độ và được cho hoạt động trở lại vào ngày 5 tháng 7 năm 1948 dưới tên gọi INS Delhi. Nó tiếp tục phục vụ cho đến khi được cho ngừng hoạt động và tháo dỡ tại Bombay vào ngày 30 tháng 6 năm 1978. Khi được tháo dỡ, tháp pháo Y được dùng như quà tặng cho Chính phủ New Zealand, và hiện đang được trưng bày tại lối ra vào của Căn cứ Hải quân Devonport tại Auckland.

## Văn hóa đại chúng
Vào năm 1956, Achilles đã tham gia thể hiện chính mình trong bộ phim The Battle of the River Plate.